# Hulu Xiongdi
Hulu Xiongdi (xinès simplificat: 葫芦兄弟, pinyin: Húlu Xiōngdì, literalment 'germans de la Carbassera vinera') fou una sèrie xinesa d'animació per a televisió, produïda per Shanghai Animation Film Studio i dirigida per Hu Jinqing, Ge Guiyun i Zhou Keqin. A la Xina, va ser extremadament popular quan es va emetre a la televisió el 1986-1987.
La sèrie es pot traduir de diverses maneres, hi ha tingut noms en anglés com Calabash Brothers, Hulu Brothers, Gourd Brothers, Seven Brothers o Pumpkin Brothers. A la Xina, la sèrie es coneix popularment com Huluwa, els ninos carabassa.
A la dècada del 1980, la sèrie va ser una de les animacions més populars a la Xina. Tot i que a nivell nacional es va elogiar tant com Danao Tiangong, la sèrie va aparèixer en un moment en què la indústria de l'animació xinesa es trobava en un estat relativament deteriorat en comparació amb la resta de la comunitat internacional. Tot i això, la sèrie es va traduir a 7 idiomes diferents. Els episodis es van produir amb una gran quantitat d'animacions tallades en paper dirigides per Zhou Keqin, que es va convertir en director d'animació amb retalls el 1975.

## Història
Conta una llegenda on dos dimonis van ser empresonats a la Muntanya, un esperit d'escorpí i l'altre un esperit de serp. Un dia, un pangolí fa un forat al vessant i els dos esperits s'escapen de la cova, causant greus danys als residents dels voltants. El pangolí s'acosta cap a un vell i li diu que només fent créixer calabasses de set colors poden aniquilar els esperits. Així que l'home fa créixer set calabasses, cadascuna d'un color de l'arc de Sant Martí diferent: roig, taronja, groc, verd, cian, blau i morat.
Les calabasses maduren seqüencialment, cauen de les seues tiges a terra i es transformen en set xiquets. Cadascun té una habilitat sobrenatural única, com ara la superforça, l'oïda i la vista millorades, la invisibilitat i la pirocinesi, així com una debilitat. Cadascun d'ells també té una força i una velocitat superiors a la mitjana, ja que tots han demostrat la capacitat d'alçar objectes diverses vegades superiors al seu pes i saltar molts metres. Amb un esforç combinat, emprenen la missió de derrotar els dimonis en una aventura de 13 episodis. En derrotar els dimonis, els set germans es segellen en una muntanya amb tots els colors de l'arc de Sant Martí, disposats a despertar-se per a lluitar contra el mal en cas que tornara a sorgir.

## Premis
- Tercer premi, Festival Internacional de Cinema Infantil del Caire, Egipte.[1]
- Millor pel·lícula del 1988, Comitè del PCX de la Regió Autònoma del Tibet.[1]

## En la cultura popular
- Els germans va aparèixer als vídeos de seguretat de Hainan Airlines per celebrar l'Any Nou Lunar, primer als Boeing 737 i després ampliant-se a la resta de la flota. El iaio i els set germans presenten les instruccions de seguretat mentre lluiten i derroten el rei escorpí i la reina serp.[5]
- El videojoc My Time at Portia, desenvolupat per l'empresa xinesa Pathea Games, compta amb set germans identificats pels mateixos colors que els set germans de la sèrie.